# John Henry Dallmeyer
Pour les articles homonymes, voir Dallmeyer.
John Henry Dallmeyer, né le 6 septembre 1830 à Loxten (province de Westphalie) et mort le 30 décembre 1883 dans l'Océan Pacifique, proche de l'Australie, était un opticien anglo-prussien, inventeur notamment de l'objectif aplanat.

## Biographie
En montrant du talent pour la science, il est devenu l'apprenti d'un opticien d'Osnabrück. En 1851, Dallmeyer a été à Londres, où il a obtenu du travail avec un opticien et plus tard avec Andrew Ross.
Il a construit des photohéliographes.